# 彼得·马瓦霍夫斯基
彼得·马瓦霍夫斯基（波蘭語：Piotr Małachowski，1983年6月7日—）是一名波兰铁饼运动员，赢得2008年奥运会和2016年奥运会银牌，2009年和2013年世界田径锦标赛银牌，2015年世界田径锦标赛金牌（67.40米）。他的最佳成绩是在2013年6月8日的荷兰创造的71.84米，位列铁饼历史最佳成绩第五位。